# Diascorhynchus rubrus
Diascorhynchus rubrus is een platworm (Platyhelminthes). De worm is tweeslachtig. De soort leeft in het zoute water.
Het geslacht Diascorhynchus, waarin de platworm wordt geplaatst, wordt tot de familie Diascorhynchidae gerekend. De wetenschappelijke naam van de soort werd voor het eerst geldig gepubliceerd in 1963 door Boaden.